# 스가시마촌
스가시마촌(菅島村)은 일본 미에현 시마군에 설치되었던 촌이다. 현재의 도바시의 일부에 해당한다.